# Gare de Jarville-la-Malgrange
Gare de Jarville-la-Malgrange vasútállomás Franciaországban, Jarville-la-Malgrange településen.

## Vasútvonalak
Az állomást az alábbi vasútvonalak érintik:
- Párizs-Strasbourg-vasútvonal
- Jarville-la-Malgrange–Mirecourt-vasútvonal
- Champigneulles-Houdemont-vasútvonal

## Kapcsolódó állomások
A vasútállomáshoz az alábbi állomások vannak a legközelebb:
- Gare de Nancy-Ville (Párizs-Strasbourg-vasútvonal)
- Gare de Laneuveville-devant-Nancy (Párizs-Strasbourg-vasútvonal)
- Gare d’Houdemont (Jarville-la-Malgrange–Mirecourt-vasútvonal)
- Gare de Nancy-Saint-Georges (Champigneulles-Houdemont-vasútvonal)